# پرورش خزندگان

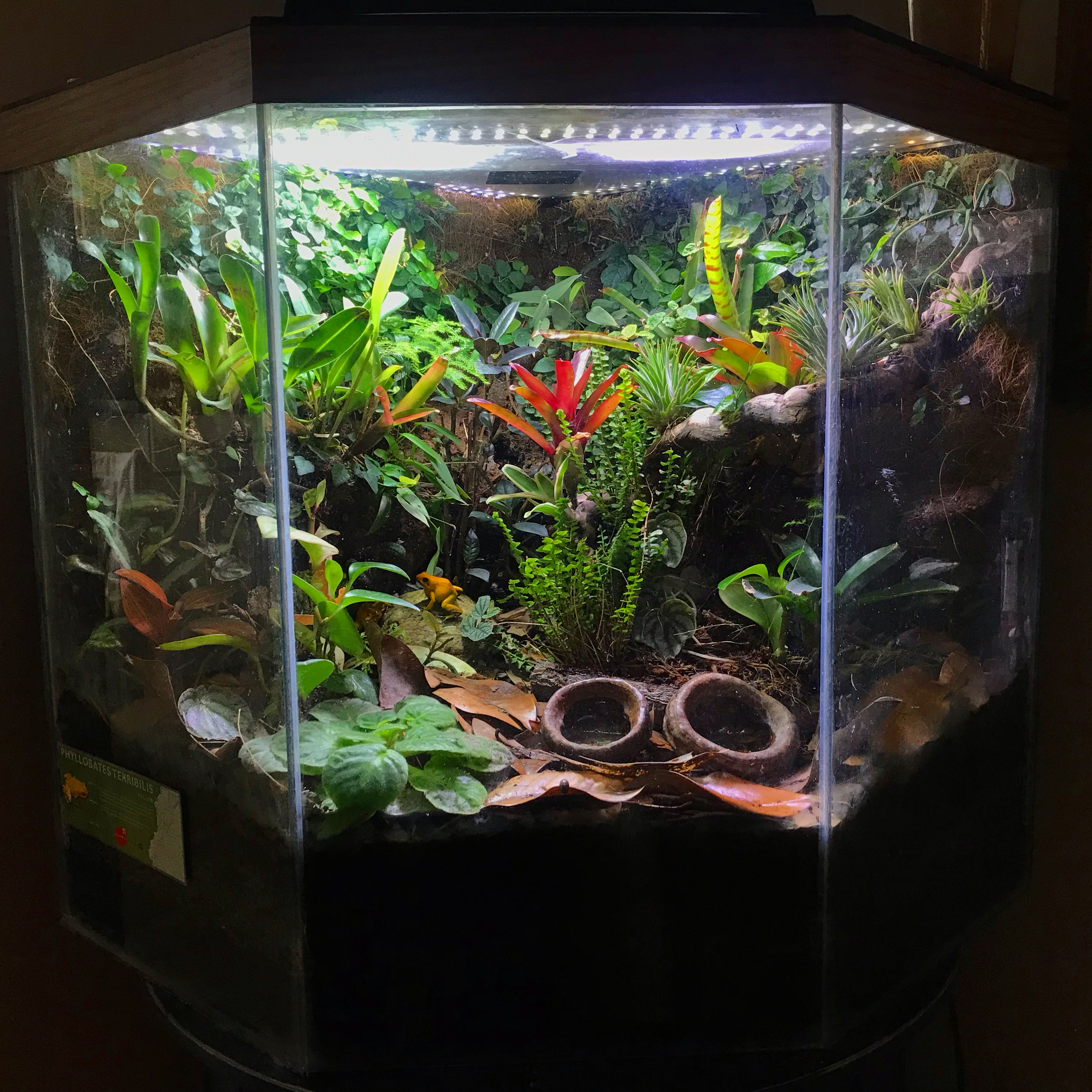
قورباغه‌های دارت سمی در ویواریوم جای داده شدند

پرورش خزندگان (به انگلیسی: Herpetoculture) نگهداری از خزندگان زنده و دوزیستان در اسارت است، چه به عنوان یک سرگرمی و چه به عنوان یک عملیات پرورش تجاری. "Herps" یک اصطلاح غیررسمی برای خزندگان و دوزیستان است که از اصطلاح علمی "herptiles" کوتاه شده‌است. این کار توسط افراد در هر سنی و از هر طبقه‌ای انجام می‌شود، از جمله خزنده‌شناس‌های حرفه‌ای، پرورش‌دهندگان حرفه‌ای خزندگان یا دوزیستان، و سرگرمی‌های گاه به گاه.